# Epicauta cupraeola
Epicauta cupraeola là một loài bọ cánh cứng trong họ Meloidae. Loài này được Dugès miêu tả khoa học năm 1869.